# Port de Vallcarca
El port de Vallcarca és un port industrial del municipi de Sitges (Garraf) situat al poble ara abandonat de Vallcarca, al litoral del massís del Garraf. N'és el titular l'organisme de Ports de la Generalitat, i estava gestionat per l'empresa cimentera Uniland, que des del 2012 pràcticament no l'utilitza. Fomento de Construcciones y Contratas (FCC), actual empresa concessionària, té un projecte de convertir l'espai en un 'hub' tecnològic i audiovisual.
El 1903 es va establir a Vallcarca la primera fàbrica de ciment d’Espanya, anomenada 'Cementos de Garraf M.C. Butsems & Fradera', que el 1920 passà a anomenar-se 'Ciments Fradera S.A'. El 1924 es construí el port de Vallcarca, per a transportar el ciment en vaixells. El 1973 es construïren sobre el dic del port dues grans sitges per emmagatzemar ciment, que van ser desmantellades el 2019.